# Валиев, Борис Ибрагимович
Бори́с Ибраги́мович Вали́ев (5 августа 1955, Поти — 9 марта 2019, Москва) — советский и российский спортивный журналист. Автор множества статей на тему бокса, лёгкой атлетики и других видов спорта, написанных для таких изданий как «Советский патриот», «Лёгкая атлетика», «Советский спорт», Федерация бокса России и др. Неоднократный лауреат премии «Лучший спортивный журналист России».

## Биография
Борис Валиев родился 5 августа 1955 года в городе Поти Грузинской ССР. Впоследствии постоянно проживал в Москве.
Работал журналистом с 1977 года, в 1981 году окончил факультет журналистики Московского государственного университета имени М. В. Ломоносова.
По окончании университета в 1981—1985 годах — корреспондент отдела спорта газеты «Советский патриот».
В 1985—1991 годах работал редактором в издательстве «Физкультура и спорт», писал статьи для журнала «Лёгкая атлетика».
В 1991—2008 годах на протяжении 17 лет являлся сотрудником газеты «Советский спорт», вёл авторскую рубрику «Не чокаясь», посвящённую умершим выдающимся спортсменам.
В 1996—2004 годах занимал должность пресс-атташе Федерации бокса России, состоял в комиссии по прессе Европейской ассоциации любительского бокса.
В 2008—2009 годах — редактор журнала «Олимпийская панорама».
С 2009 года регулярно публиковал материалы на официальном сайте Федерации бокса России.
Награждён дипломом Олимпийского комитета России за пропаганду гуманистических ценностей спорта и принципов «фейр-плей», в 2000 году номинировался ОКР на премию «Лучший спортивный журналист России».
В 1993—2003 годах Всероссийской федерацией лёгкой атлетики признавался лучшим журналистом России, пишущим о лёгкой атлетике.
Лауреат премии «Лучший спортивный журналист России» Государственного комитета РФ по физической культуре и спорту.
Умер 9 марта 2019 года в Москве в возрасте 63 лет. Похоронен на 17-м участке Алабушевского кладбища.

Это был профессиональный журналист, который понимал бокс и очень хорошо разбирался в нём. Он был с нами на очень многих международных соревнованиях и писал о наших победах и поражениях. На чемпионате мира 2007 года в Чикаго у меня не очень получилось выступление, и мы вместе гуляли по городу после моего поражения, общаясь на разные темы. Борис был очень интересным собеседником, который знал многое не только из области спорта, и очень грустно, когда уходят из жизни такие люди.— Алексей Тищенко